# Zeiss Planar

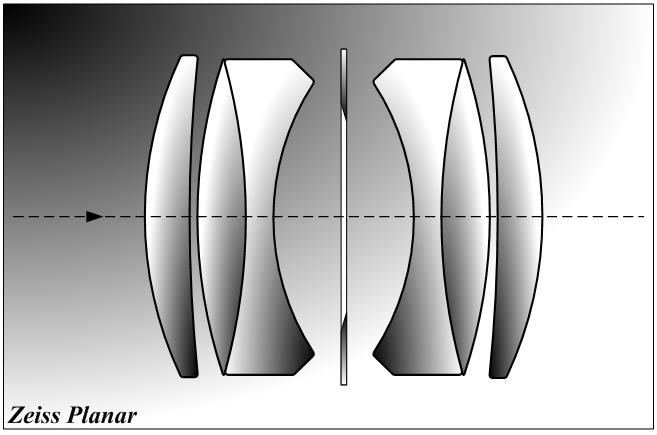
Schemat obiektywu Zeiss Planar 50 mm 4,5 z 1896 r.

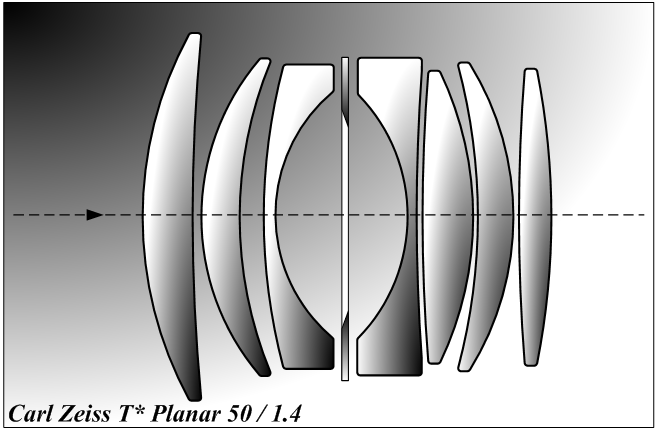
Schemat obiektywu Carl Zeiss T* Planar 50/1,4

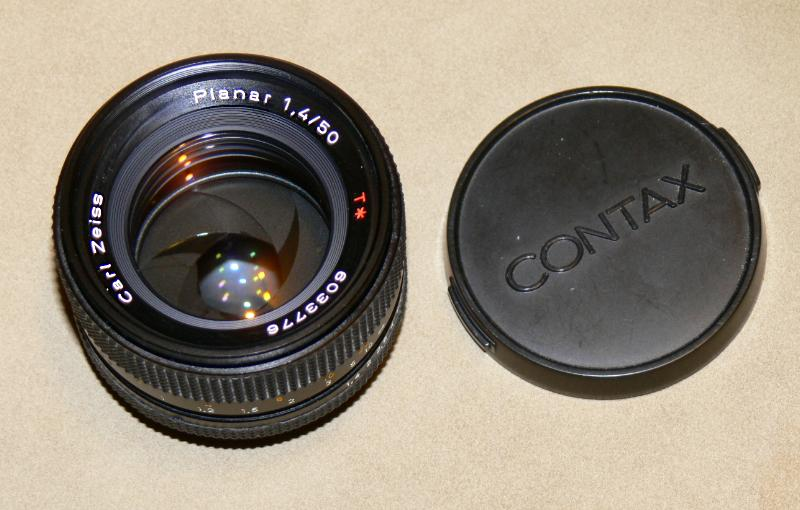
Carl Zeiss T* Planar 50 mm 1,4

Zeiss Planar – obiektyw fotograficzny zaprojektowany w 1896 r. w zakładach Carl Zeiss przez Paula Rudolpha.
Początkowo Rudolph zaprojektował obiektyw Gaussa składający się z sześciu pojedynczych elementów, ale niezadowolony z wysokich zniekształceń zaczął eksperymentować z układem centralnych elementów, odkrywając, że sklejenie ich ze sobą znacznie poprawiało jakość obrazu. Pierwszy obiektyw z przesłoną f/4,5 początkowo nazwany był Anastigmat Series IA, późniejsza nazwa Planar (z łac. planum – płaski) wywodzi się z bardzo niskiego zakrzywienia płaszczyzny odwzorowania obiektywu.
Planarami są wysokiej jakości standardowe obiektywy do aparatów Hasselblad, Contax i Rolleiflex. Obecnie produkuje je japońskie przedsiębiorstwo Cosina.